# 永夜魔女
《永夜魔女》（英語：The Lazarus Effect），是大衛·蓋伯執導、2015年上映的科幻恐怖電影。

## 劇情簡介
醫學研究人員法蘭克和未婚妻柔伊開發出一種血清，代號「拉撒路」。其目的是幫助延長救活昏迷病人時間，卻顯示出能夠把死人復活。於是利用剛去世的狗「洛基」實驗並僱用艾娃拍攝記錄下來；狗兒復活成功，不僅原本罹患的白内障消失，也出現野性大發和其它無法解釋的情形。實驗顯示神經活動異常強烈，血清殘留在狗的大腦內建構新奇突觸。
一家大型製藥公司買下資助研究的公司，向大學告發他們擅自秘密實驗而關閉計劃，公司及其律師藉此至實驗室查封計劃相關成果。
不甘心血付諸流水，為證明是他們創造血清，法蘭克等人潛回實驗室再次實驗由艾娃錄影佐證。柔伊在操作電擊過程中意外觸電身亡，法蘭克獨排眾議使用血清讓她復活。起初看似成功，但團隊很快察覺到柔伊有些不對勁。尼可發現她的腦部從一般常人使用10%突增至100%；柔伊聲稱她死後地獄是童年身陷火場眼睜睜看著鄰居燒死的噩夢，即使復活只要入睡又會身歷其境。此外還表現出不尋常的超自然能力，如心靈移動物體和心電感應等。
血清亦導致具攻擊性。由於心電感應，柔伊得知眾人視她如異類，逐次殺掉團隊成員尼可跟克雷；法蘭克知道出了差錯，試圖用不同的血清殺死柔伊不成反被殺。柔伊自己注射一整袋拉撒路血清增強能力，切斷實驗室電源對付剩下的艾娃。
艾娃奮力頑抗不敵，死前進入柔伊所謂的噩夢，原來柔伊是當時的縱火者，因此死後才下地獄。最後柔伊給法蘭克注射血清令他起死回生，法蘭克旁邊躺著尼可、克雷和艾娃，就像殺人時所說要他們知道對她做了什麼事。

## 主要卡司
| 演員                            | 角色                         | 備註                         |
| 奧利維亞·魏爾德（Olivia Wilde） | 柔伊·麥康諾（Zoe McConnell） | 共同主持拉撒路計畫           |
| 馬克·杜普拉斯（Mark Duplass）   | 法蘭克·華頓（Frank Walton）  | 共同主持拉撒路計畫           |
| 莎拉·波潔兒（Sarah Bolger）     | 艾娃（Eve）                  | 受雇拍攝記錄，非實驗團隊成員 |
| 伊凡·彼得斯（Evan Peters）      | 克雷（Clay）                 | 實驗團隊成員                 |
| 唐納·葛洛佛 （Donald Glover）   | 尼可（Niko）                 | 實驗團隊成員                 |

## 發行
獅門影業在2013年12月17日，宣布影片（當時名為拉撒路）於2015年1月30日發行。2014年11月4日，相對論傳媒從獅門影業取得發行權，設定上映日為2015年2月20日；.2014年12月，又改成現名並延至2015年2月27日放映。不過，台版電影海報標註「LIONSGATE」異於港版的「RELATIVITY」，顯示獅門影業仍持有海外發行權。

## 迴響
因是低成本電影，票房收益不差。爛番茄14％，80條評論中，平均評分為3.8/10。Metacritic滿分100僅得到31。媒體幾乎一面倒給予負評或評級C。影音俱樂部還借劇中的哏，諷刺該片定位腦部只使用10%的觀眾。

## 外部連結
- 互联网电影数据库（IMDb）上《The Lazarus Effect》的资料（英文）
- Box Office Mojo上《The Lazarus Effect》的資料（英文）
- 爛番茄上《The Lazarus Effect》的資料（英文）
- Metacritic上《The Lazarus Effect》的資料（英文）